# Plus/minus
Plus/minus (spesso scritto come +/-) è una statistica dell'hockey su ghiaccio e del basketball che valuta il rendimento di un giocatore mediante il conteggio della differenza tra reti fatte e reti subite dalla sua squadra durante la permanenza del giocatore stesso sul ghiaccio.
- Se una squadra subisce gol mentre si trova in parità o in maggioranza numerica (ovvero subisce un gol o uno shorthanded gol) tutti i suoi giocatori sul ghiaccio in quel momento ricevono un -1 di plus/minus.
- Se la squadra invece segna un gol mentre si trova in parità o in minoranza numerica (ovvero realizza un gol o uno shortanded gol) tutti i suoi giocatori sul ghiaccio in quel momento ricevono un +1 di plus/minus.

Nessun effetto ai fini di questa statistica hanno i gol realizzati in maggioranza numerica o subiti in minoranza numerica (powerplay gol).
Da notare che, in alcuni casi, può capitare che un giocatore che ha realizzato un assist per un gol non riceva alcun punto di +/-, qualora esca dal ghiaccio prima che il disco entri in rete. Nessun effetto ha infatti su questa statistica l'aver partecipato attivamente all'azione, ma solo l'essere fisicamente in campo.
Questa statistica viene valutata sia sulla singola partita che nell'intero arco del campionato: la somma algebrica dei punteggi ottenuti nelle varie partite dà il punteggio totale di fine campionato. Nella lega nordamericana NHL il giocatore che ha ottenuto il più alto valore complessivo di plus/minus nell'arco delle 82 partite vince il NHL Plus-Minus Award.
Il valore di plus/minus è considerato uno dei più importanti nella valutazione dei difensori e degli attaccanti con attitudini difensive, mentre solitamente gli attaccanti con un gioco più offensivo sono valutati più per il loro ammontare di punti, ovvero gol e assist realizzati. Naturalmente, la performance della squadra nel suo complesso influisce tantissimo sul valore di plus/minus del singolo giocatore, e di conseguenza una giusta comparazione tra due giocatori non può prescindere dal risultato complessivo della squadra. Per esempio, un punteggio di +15 realizzato da un giocatore della squadra più forte della regular season è considerato un dato peggiore di un +10 realizzato da un giocatore di una squadra con una difesa facilmente perforabile.
Questa statistica viene utilizzata in alcune occasioni negli Stati Uniti nella valutazione di giocatori di pallacanestro, con lo stesso principio di base.